# 盖尔·马奎斯
盖尔·马奎斯（英語：Gail Marquis，1954年11月18日—），生于纽约，美国前女子篮球运动员。她曾代表美国国家队参加1976年夏季奥林匹克运动会篮球比赛，获得一枚银牌。